# Българска торба (спортен уред)
Българската торба (на английски: Bulgarian Bag) още българска тренировъчна торба, е спортен уред с формата на полумесец, използван при силови тренировки, плиометрика, аеробика и фитнес. Торбите са изработени от кожа или от брезент и са напълнени с пясък и тежат от 3 кг до 38 кг., като имат гъвкави дръжки, за да позволяват трениране на горните и долните части на тялото.

## История
Спортният уред е създаден от Иван Иванов, български борец класически стил, който работи като треньор по борба в Олимпийския център в град Маркет, щата Мичиган, САЩ.